# Resolutie 706 Veiligheidsraad Verenigde Naties
Resolutie 706 van de Veiligheidsraad van de Verenigde Naties werd door de Verenigde Staten bij de VN-Veiligheidsraad ingediend en op 15 augustus 1991 goedgekeurd. De stemming verliep met dertien stemmen voor, de stem van Cuba tegen en de onthouding van Jemen. 
De resolutie liet toe met de opbrengst van Iraakse olie noodhulp aan de Iraakse bevolking te betalen, omdat het voornoemde land na de verloren Golfoorlog in chaos verkeerde.

## Achtergrond
Nadat Irak op 2 augustus 1990 buurland Koeweit had bezet, stelde de VN-Veiligheidsraad nog diezelfde dag economische sancties in tegen het land met resolutie 661.
Nadat het land door een internationale coalitie werd verslagen, bezocht een humanitaire missie van de Verenigde Naties in maart 1991 Irak. Het bleek dat een humanitaire ramp nakende was door gebrek aan voedsel en
medische verzorging.

## Inhoud
De Veiligheidsraad:
- neemt het rapport van de naar Irak gestuurde missie van 15 juli in acht;
- is bezorgd over de ernstige voedings- en gezondheidssituatie waarin het Iraakse volk verkeert en die volgens het rapport nog kan verergeren;
- is verder bezorgd omdat de repatriëring of terugkeer van Koeweiti's en burgers van derde landen nog steeds niet volledig uitgevoerd is;
- neemt akte van de conclusies in het rapport van de missie met in het bijzonder het voorstel om Irak olie te laten verkopen waarmee het de aankoop van voedsel, geneesmiddelen en andere noodzakelijke goederen kan financieren;
- neemt eveneens akte van brieven die door de Iraakse minister van buitenlandse zaken en parlementsvertegenwoordiger van Irak naar het comité (resolutie 661 paragraaf °6) gestuurd werden in verband met de export van Iraakse olie;
- is ervan overtuigd dat evenredige verdeling van hulpgoederen moet verzekerd worden via controle en transparantie;
- bevestigt zijn resolutie 688 en in het bijzonder het belang van een ongehinderde toegang tot Irak voor en medewerking aan internationale hulporganisaties. In dit verband wordt verwezen naar het memorandum van overeenstemming tussen de VN en Irak van 18 april 1991;
- herinnert eraan dat Irak de volle kost van de Speciale Commissie en het Internationaal Atoomenergie Agentschap moet dragen en dat de secretaris-generaal in een rapport van 15 juli aanstipte dat de beste manier voor Irak om aan dat geld te raken de verkoop van olie is

Daarom:
1. mogen alle landen gedurende zes maanden Iraakse olie importeren voor een totaalsom van maximaal US$1,6 miljard.
a. Het comité (van resolutie 661) moet elke verkoop goedkeuren.
b. De betaling moet meteen en volledig gebeuren op een borgrekening van de VN.
c. De Veiligheidsraad moet een schema goedkeuren voor aankoop van de humanitaire goederen en de controle hierop.
d. Het totaalbedrag moet bij beslissing van het comité in drie gelijke delen worden vrijgegeven.
2. Een deel van het geld is voor de secretaris-generaal voor de aankoop van humanitaire goederen en werkingskosten.
3. Een ander deel van het geld is voor het compensatiefonds van de VN, de terugkeer van gevangen Koeweiti's en de helft van de kosten van de Iraaks-Koeweitse Grensafbakeningscommissie.
4. Het percentage van het geld dat naar het compensatiefonds moet is dat vastgelegd in resolutie 705 paragraaf °2 (maximaal 30%, in praktijk 25%).
5. De Veiligheidsraad vraagt de secretaris-generaal binnen de twintig dagen een rapport af te leveren om te beslissen welke bedragen nodig zijn en maatregelen die nodig zijn om de uitvoering van de resolutie te verzekeren.
6. De Veiligheidsraad vraagt van Irak om de secretaris-generaal en andere organisaties de eerste dag van elke maand een gedetailleerde verklaring te leveren over de Iraakse valuta- en goudreserves.
7. De Veiligheidsraad vraagt alle landen om voluit mee te werken aan de toepassing van deze resolutie.
8. De Veiligheidsraad besluit om op de hoogte te blijven van de zaak.

## Verwante resoluties
- Resolutie 712 Veiligheidsraad Verenigde Naties, die deze resolutie bevestigt.
- Resolutie 986 Veiligheidsraad Verenigde Naties, die het olie-voor-voedselprogramma oprichtte.

Lijst ·  684 ·  685 ·  686 ·  687 ·  688 ·  689 ·  690 ·  691 ·  692 ·  693 ·  694 ·  695 ·  696 ·  697 ·  698 ·  699 ·  700 ·  701 ·  702 ·  703 ·  704 ·  705 ·  706 ·  707 ·  708 ·  709 ·  710 ·  711 ·  712 ·  713 ·  714 ·  715 ·  716 ·  717 ·  718 ·  719 ·  720 ·  721 ·  722 ·  723 ·  724 ·  725